# Осов (Кормянский район)
Осов (бел. Восаў) — упразднённая деревня в Коротьковском сельсовете Кормянского района Гомельской области Беларуси.
В связи с радиационным загрязнением после катастрофы на Чернобыльской АЭС жители (3 семьи) переселены в 1992 году в чистые места.
На западе, севере и востоке граничит с лесом.

## География

### Расположение
В 12 км на восток от Кормы, в 67 км от железнодорожной станции Рогачёв (на линии Могилёв — Жлобин), в 122 км от Гомеля.

## Транспортная сеть
Транспортные связи по просёлочной, затем автомобильной дороге Корма — Струмень. Планировка состоит из короткой, ориентированной с юго-востока на северо-запад улицы. Дома деревянные, усадебного типа.

## История
Согласно письменным источникам известна с XVIII века как селение в Речицком повете Минского воеводства Великого княжества Литовского. Согласно инвентаря 1726 года 7 дымов, в Оторском войтовстве Чечерского староства. Согласно описи 1765 года трактир, мельница, сукновальня, владение помещика Збаромирского.
После 1-го раздела Речи Посполитой (1772 год) в составе Российской империи. Согласно ревизии 1858 года во владении помещика Каспарова. Согласно переписи 1897 года в Кормянской волости Рогачёвского уезда Могилёвской губернии. В 1909 году жители владели 146 десятинами земли. В 1931 году организован колхоз «Красный Октябрь», работала шерсточесальня. Согласно переписи 1959 года входила в состав колхоза «Родина» (центр — деревня Струмень).
1 марта 2012 года деревня упразднена.

## Население

### Численность
- 1992 год — жители (3 семьи) переселены.

### Динамика
- 1726 год — 7 дымов.
- 1765 год — 23 хозяйства.
- 1897 год — 51 житель (согласно переписи).
- 1959 год — 63 жителя (согласно переписи).
- 1992 год — жители (3 семьи) переселены.